# Dương Long Diễn
Dương Long Diễn (giản thể: 杨隆演; phồn thể: 楊隆演; bính âm: Yáng Lóngyǎn, 897 - 17 tháng 6 năm 920), nguyên danh Dương Doanh (楊瀛), cũng gọi là Dương Vị (楊渭), tên tự Hồng Nguyên (鴻源), gọi theo thụy hiệu là Ngô Tuyên Vương, hay Ngô Tuyên Đế, miếu hiệu Cao Tổ, là một quốc vương của nước Ngô thời Ngũ Đại Thập Quốc. Ông trở thành quân chủ và mang tước Hoằng Nông vương sau khi huynh trưởng Dương Ác bị ám sát vào năm 908, song trong thời gian trị vì của ông, quyền lực thực tế nằm trong tay Từ Ôn.

## Thân thế
Dương Doanh sinh năm 897, dưới triều đại của Đường Chiêu Tông; là nhị tử của Dương Hành Mật- khi đó đang giữ chức Hoài Nam tiết độ sứ. Mẹ của ông là Sử thị- thiếp của Dương Hành Mật, trước đó bà cũng sinh ra Dương Ác. Bốn đệ của Dương Long Diễn có vẻ đều do mẹ khác sinh ra; trong đó Dương Phổ do Vương thị sinh. Sau khi Dương Hành Mật qua đời vào năm 905, Dương Ác tập vị, mang tước Hoằng Nông vương.

## Lên ngôi
Sau khi Chu Toàn Trung soán vị triều Đường và lập ra triều Hậu Lương, Dương Ác cùng một số quân phiệt khác không công nhận Hậu Lương. Năm 908, Trương Hạo và Từ Ôn ám sát Dương Ác, sau đó Trương Hạo tự mình đoạt lấy quyền cai quản Hoài Nam. Tuy nhiên, mạc liêu Nghiêm Khả Cầu (嚴可求) sau đó soạn thảo và đưa ra một sắc lệnh nhân danh Dương Ác và Sử thái phu nhân, bổ nhiệm Dương Long Diễn là Hoài Nam lưu hậu, Đông diện chư đạo hành doanh đô thống. Không lâu sau, Từ Ôn ám sát Trương Hạo, tự mình nắm quyền nhiếp chính, trấn an Sử thái phu nhân rằng ông ta không có ý định soán vị. Sau đó, các quan lại Hoằng Nông đàm luận với Lý Nghiễm (李儼)- sứ giả do Đường Chiêu Tông khi trước khiển đến Hoài Nam, Lý Nghiễm "thừa chế" bổ nhiệm Dương Long Diễn là Hoài Nam tiết độ sứ, Đông diện chư đạo hành doanh đô thống, Đồng bình chương sự (tương đương tể tướng), Hoằng Nông vương.

## Hoằng Nông vương
Sau khi tập vị, Dương Long Diễn khiển quân tướng Vạn Toàn Cảm (萬全感), đem thư đi xuyên qua lãnh thổ Hậu Lương thù địch, đến các nước đồng minh Tấn và Kỳ để thông báo việc tự vị.
Năm 909, Phủ châu thứ sử Nguy Toàn Phúng (危全諷) tự xưng Trấn Nam tiết độ sứ, suất binh tiến công. Sau đó, tướng Hoằng Nông là Dương Bản (周本) đánh bại, bắt giữ và giải Nguy Toàn Phúng đến Quảng Lăng- thủ phủ của Hoằng Nông, Dương Long Diễn phóng thích Nguy Toàn Phúng do từng có công trợ giúp Dương Hành Mật, ngoài ra còn ban thưởng nhiều cho Nguy Toàn Phúng.
Vào mùa xuân năm 910, Vạn Toàn Cảm trở về sau khi đến Tấn và Kỳ, người này tuyên bố rằng Kỳ vương Lý Mậu Trinh "thừa chế" cho Dương Long Diễn kiêm chức Trung thư lệnh, kế tục tước Ngô vương. Dương Long Diễn tiếp nhận quan tước, tuyên bố xá tội trong lãnh địa.

## Ngô vương
Từ Ôn tiếp tục nắm quyền cai quản quân chính, khiến cho một số tướng lĩnh cao cấp của Ngô bất bình: Trấn Nam tiết độ sứ Lưu Uy (劉威), Thiệp châu  quan sát sứ Đào Nhã (陶雅), Tuyên châu quan sát sứ Lý Ngộ (李遇), và Thường châu thứ sử Lý Giản (李簡), họ đều có công lao và địa vị cao hơn trong quân đội so với Từ Ôn khi Dương Hành Mật còn sống. Khi quán dịch sứ Từ Giới (徐玠) đi sứ sang Ngô Việt, Từ Ôn lệnh cho Từ Giới dừng lại ở Tuyên châu, cố thuyết phục Lý Ngộ đến Quảng Lăng yết kiến Dương Long Diễn, song không thành công. Khi Từ Ôn biết tin, ông ta tức giận và khiển Đô chỉ huy sứ Sài Tái Dụng (柴再用), cho Từ Tri Hạo làm phó, suất binh lính bốn châu: Thăng, Nhuận, Trì, Thiệp đi tiến công Tuyên châu. Từ Ôn sau đó sai điển khách Hà Nhiêu (何蕘) nhân danh Dương Long Diễn nói: "Nếu Công dứt khoát quyết tâm làm phản, thỉnh trảm Nhiêu để thể hiện, nếu không thì theo Nhiêu ra khỏi thành." Lý Dục sau đó đầu hàng nhưng bị Từ Ôn xử tử.
Trong khi đó, Lưu Uy cũng bị nghi ngờ, Từ Ôn tính đến việc trừ khử người này. Lưu Uy biết được chuyện này, do vậy nghe theo ý của mạc khách Hoàng Nột (黃訥) mà đến Quảng Lăng yết kiến Dương Long Diễn. Đào Nhã hay tin Lý Dục bị giết thì cũng trở nên lo sợ và cùng Lưu Uy đến Quảng Lăng. Sau đó, Từ Ôn, Lưu Uy và Đào Nhã đến gặp Lý Nghiễm và đề nghị Lý Nghiễm "thừa chế" trao cho Dương Long Diễn chức Thái sư và Ngô vương.
Từ Ôn cũng đối đãi tôn trọng với Dương Long Diễn. song điều này thay đổi vào năm 915, khi ông ta thiết lập căn cứ tại Nhuận châu. Từ Ôn để trưởng tử Từ Tri Huấn (徐知訓) ở lại nắm giữ chính sự tại Quảng Lăng, Từ Ôn chỉ quản lý các công việc quan trọng nhất. Từ Tri Huấn trở nên ngạo mạn, xa lánh với các quan lại Ngô, thậm chí còn bất kính với Dương Long Diễn. Giả dụ, trong một lần đóng tuồng vào lúc rảnh rỗi, Từ Tri Huấn diễn vai tham quân còn Dương Long Diễn diễn vai dân, Dương Long Diễn phải diễn cảnh khốn khổ đi theo Từ Tri Huấn. Từ Tri Huấn cũng từng lấy cung bắn đá vào Dương Long Diễn khi họ cùng đi thuyền trên sông. Trong một lần khác, khi họ cùng thưởng hoa tại chùa Thiền Trí (禪智寺), Từ Tri Huấn say rượu và hết sức vô lễ với Dương Long Diễn, Dương Long Diễn sợ hãi và rớt nước mắt, các thuộc hạ nhanh chóng đưa ông lên thuyền rời đi. Từ Tri Huấn cố gắng đuổi theo, và khi không thể bắt kịp Dương Long Diễn, Từ Tri Huấn liền giết một số thân lại của Dương Long Diễn.
Năm 916, túc vệ tướng Mã Khiêm (馬謙) và Lý Cầu (李球) cố gắng tiến hành binh biến chống Từ Tri Huấn, họ bắt Dương Long Diễn rồi đưa lên lầu, phát khố binh thảo Từ Tri Huấn. Từ Tri Huấn chuẩn bị chạy trốn, song được Nghiêm Khả Cầu can ngăn. Sau đó, Từ Ôn khiển Chư đạo phó đô thống Chu Cẩn (朱瑾) đem binh từ Nhuận châu đến tiếp viện. Khi Chu Cẩn kêu gọi loạn binh đầu hàng, họ hoảng sợ và chạy trốn, Mã Khiêm và Lý Cầu bị bắt rồi xử tử.
Khoảng năm 917, Dương Long Diễn khiển sứ giả sang Khiết Đan, đem theo tặng phẩm "mãnh hỏa du" (猛火油)- một loại dầu dùng để đốt cháy trong lúc giao chiến- cho Hoàng đế Khiết Đan Da Luật A Bảo Cơ.
Năm 917, Thanh Hải tiết độ sứ Lưu Nghiễm xưng đế và lập ra nước Đại Việt (sau đó đổi thành Đại Hán). Lưu Nghiễm khiển sứ giả đến gặp Dương Long Diễn để thông báo tình hình, thuyết phục Dương Long Diễn cũng xưng đế, Dương Long Diễn không có phản ứng.
Năm 918, Chu Cẩn tiến hành binh biến, giết chết Từ Tri Huấn. Sau đó, Chu Cẩn tiến vào phủ của Dương Long Diễn, đem theo thủ cấp của Từ Tri Huấn, nói: "Kẻ nô bộc này đã trừ hại cho Đại vương." Tuy nhiên, Dương Long Diễn sợ hãi, chạy trốn vào bên trong và nói: "Cữu tự làm đấy! Ta không biết gì cả." (Dương Long Diễn gọi Chu Cẩn là cữu vì nguyên thê của Dương Hành Mật mang họ Chu, song không có quan hệ thân thuộc.) Không lâu sau, Chu Cẩn chịu áp lực từ Từ Ôn nên quyết định tự sát. Do các nhi tử thân sinh đêu còn trẻ, Từ Ôn cho Từ Tri Cáo cai quản Quảng Lăng rồi trở về căn cứ. Theo ghi chép, Từ Tri Cáo cung kính với Dương Long Diễn, khiêm nhường với các sĩ đại phu, độ lượng với dân chúng.
Trong khi đó, Từ Ôn thúc giục Dương Long Diễn xưng đế, song Dương Long Diễn từ chối, và đến năm 919 thì xưng là Ngô quốc vương. Dương Long Diễn ban bố đại xá, cải nguyên Vũ Nghĩa, đồng nghĩa chấm dứt địa vị chư hầu đối với triều Đường không còn tồn tại. Dương Long Diễn cũng lập Tông miếu xã tắc, thiết lập bá quan, văn vật trong cung điện đều dùng theo lễ Thiên tử, tôn Sử thái phu nhân làm thái phi, phong tước công cho các đệ và nhi tử Dương Kế Minh (楊繼明)- sau đổi tên thành Dương Phân (楊玢).

## Làm Ngô quốc vương
Cũng vào năm 919, Từ Ôn giành được đại thắng trước quân xâm lược Ngô Việt tại Vô Tích, sau đó ông ta chấp thuận hòa bình với Ngô Việt, hai nước hòa bình trong khoảng 20 năm sau đó. Cả Dương Long Diễn và Từ Ôn đều thướng xuyên viết thư cho Ngô Việt vương Tiền Lưu- đang là chư hầu của Hậu Lương, thuyết phục người này độc lập với Hậu Lương, song Tiền Lưu từ chối.
Qua nhiều năm, Dương Long Diễn thể hiện tính cách nghiêm nghị, hào hiệp, và kính cẩn. Ông không bất mãn trước việc Từ Ôn và các nhi tử của Từ Ôn nắm quyền phụ chính, và Từ Ôn không nghi ngờ ông có ý muốn tranh đoạt quyền lực. Tuy nhiên, sau khi Ngô tuyên bố độc lập, Dương Long Diễn trở nên phiền muộn. Ông thường uống rượu và ăn ít, kết quả là đổ bệnh. Vào mùa hè năm 920, khi ông sắp qua đời, Từ Ôn đến Dương châu giám sát quá trình chuyển giao. Một số thuộc hạ của Từ Ôn thúc giục Từ Ôn đoạt lấy ngôi vương, song Từ Ôn từ chối. Từ Ôn quyết định ban một sắc lệnh nhân danh Dương Long Diễn để triệu tứ đệ của ông là Đan Dương quận công Dương Phổ đến Quảng Lăng làm giám quốc trên danh nghĩa. Dương Long Diễn qua đời ngay sau đó, Dương Phổ kế thừa vương vị nước Ngô. Sau khi tức hoàng đế vị vào tháng 11 ÂL năm 927, Dương Phổ truy phong Dương Long Diễn là "Tuyên hoàng đế".